# تلاش

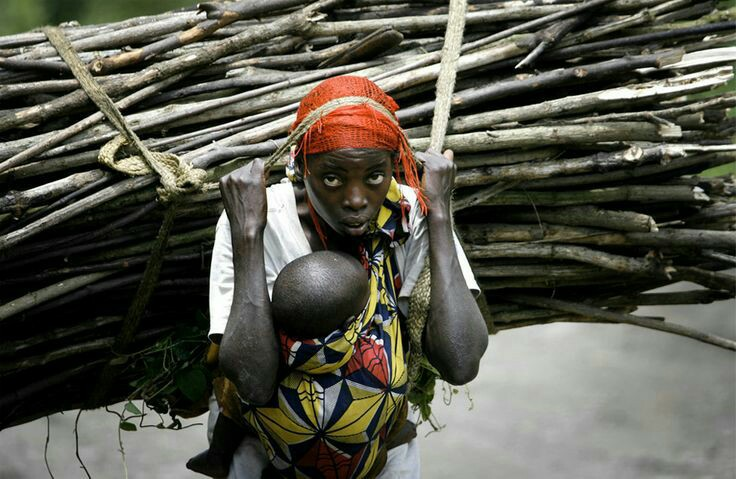
زنی در حال حمل چوب با نوزادش در اوگاندا

تلاش، استفاده فیزیکی یا درک شده از انرژی است. تلاش به‌طور سنتی به معنای تلاش شدید یا پرهزینه است که منجر به ایجاد نیرو، شروع حرکت، یا در انجام کار می‌شود. اغلب به فعالیت عضلانی مربوط می‌شود و می‌توان آن را به صورت تجربی و با پاسخ متابولیک قابل اندازه‌گیری اندازه‌گیری کرد.